# Henry Lorenz Viereck
Henry Lorenz Viereck, född 28 mars 1881 i Philadelphia, Pennsylvania, död 8 oktober 1931 i Loudonville, New York, var en amerikansk entomolog som var specialiserad på steklar.
Auktorsnamnet Viereck kan användas för Henry Lorenz Viereck i samband med ett vetenskapligt namn inom zoologin; se Wikipedia-artiklar som länkar till auktorsnamnet.